# Tyrannasorus rex
Tyrannasorus rex – wymarły gatunek chrząszcza żyjący w miocenie. Skamieniały okaz został znaleziony w bursztynie powstałym z żywicy pochodzącej z Hymenaea protera w Republice Dominikany w 2000 roku.

## Historia odkrycia
W marcu 2000 roku Robert W. Woodruff z Emory University podczas przeprowadzanych w Republice Dominikany badań znalazł bursztyn z kropli żywicy Hymenaea protera, wewnątrz którego widoczny był skamieniały chrząszcz. Znaleziony bursztyn zbadali Brett C. Ratcliffe i Federico Carlos Ocampo. Oszacowano, że kopalna żywica powstała w miocenie, natomiast tkwiący w bursztynie okaz chrząszcza miał budowę ciała różniącą się w stosunku do znanych naukowcom gatunków kopalnych chrząszczy. Nowy rodzaj Tyrannasorus został po raz pierwszy opisany w publikacji na łamach czasopisma „The Coleopterists Bulletin” w 2001 roku.

## Etymologia
Etymologicznie nazwa rodzajowa Tyrannasorus wiąże się z łacińskim słowem tyrannus oznaczającym mistrza lub despotę. Przyrostek sorus oznacza garb lub stos i jest równocześnie przyrostkiem użytym w nazwie rodziny Hybosoridae. Przyjęcie epitetu gatunkowego rex oznaczającego króla, pozwalało naukowcom na żartobliwą grę słów, dzięki której nazwa odkrytego gatunku chrząszcza brzmi bardzo podobnie do nazwy tyranozaura (Tyrannosaurus rex).

## Morfologia
Odkryty okaz z rodzaju Tyrannasorus zachował znaczne podobieństwo do swoich krewnych z rodzajów Coilodes i Apalonychus. Podobne było m.in. czerwono-brązowe ubarwienie i wypukła forma ciała. Jedną z charakterystycznych, odróżniających cech, dzięki którym odkryty okaz został uznany za należący do nowego rodzaju chrząszczy w obrębie rodziny Hybosoridae, była odmienna budowa jego czułków. Ciało holotypu miało 5,8 mm długości, a jego największa szerokość nie przekraczała 2,7 mm. Znaleziony okaz prawdopodobnie był samicą. Wskazywałoby na to ukształtowanie kończyn, podobne do ukształtowania odnóży samic należących do pokrewnego rodzaju Apalonychus.